# Palmiry
Palmiry jsou vesnice ležící 4 kilometry jihovýchodně od Czosnówa a 11 kilometrů od Noweho Dwóra Mazowieckeho. Od severozápadního okraje Varšavy dělí Palmiry 23 kilometrů.

## Masové vraždy během 2. světové války v lesích Palmiry
Během druhé světové války v letech 1939-1943 uprostřed lesů u Palmir nacisté odvezli a popravili 1 700 lidí (převážně příslušníků nepoddajné polské inteligence). Nacisté toto místo pečlivě skrývali a popravené pohřbívali do masových hrobů, které zasypali a vysadili nad nimi stromy. Celé akce si ale všiml místní hajný Adam Herbański, který označoval jednotlivé masové hroby a po válce je dokázal přesně identifikovat. V letech 1945-1948 byly ostatky exhumovány a na místě masového hrobu se postavil důstojný hřbitov s památníkem. Později přibylo i muzeum věnované obětem této tragédie.